# ヨアヒム・フォン・コルツフライシュ

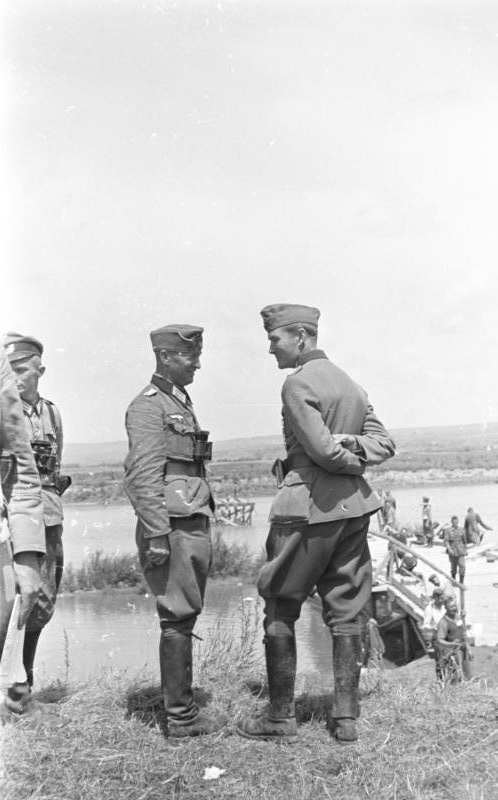
フォン・コルツフライシュ大将（右）とフォン・アルフェン中佐（1941年7月、プルト川近く）

ヨアヒム・オットー・アウグスト・アハティウスフォン・フォン・コルツフライシュ（Joachim Otto August Achatius von Kortzfleisch, 1890年1月3日 - 1945年4月20日）は、ドイツの陸軍軍人、貴族。第二次世界大戦中はドイツ国防軍に勤務した。最終階級は陸軍歩兵大将。

## 経歴

### 家系
コルツフライシュ家はヴェストファーレンの貴族である。ヨアヒムはプロイセン陸軍の少将だった父グスタフ・フォン・コルツフライシュと母エルスベト（Elsbeth、旧姓Oppermann）の子として生を受けた。
1921年11月17日、プロイシッシュ・アイラウ郡グート・ロッシェン（Gut Loschen）にて、エーデルガルト・フォン・ザウケン（Edelgard von Saucken）と結婚。エーデルガルトは貴族ザウケン家の一員であり、またロッシェンおよびゴムテネン（Gomthenen）の領主（Gutsherr）だった。彼女の父ジークフリート・フォン・ザウケン（Siegfried von Saucken）は地主（Gutsbesitzer）で、母フリーダ・フォン・ホーレン男爵令嬢（Freda Freiin von Hollen）は、ホーエンヴァルデの貴族ホーレン家の出身だった。息子に神学者のジークフリート・フォン・コルツフライシュがある。

### 軍歴
将校として第一次世界大戦に従軍し、休戦までに一級および二級鉄十字章、忠勤従事章、戦傷章銀章、三級軍事功労十字章（戦時章付）などを受章した。休戦後も共和国軍に残留し、1928年1月1日には少佐に昇進する。1933年からオッペルンの司令官を務め、1935年から大佐としてドイチュ・アイラウの第3歩兵連隊長を務める。1937年に少将に昇進した後、アレンシュタインの郷土軍司令官を数ヶ月務める。1938年2月、ブロンベルク罷免事件の影響で第1歩兵師団長に就任。1939年秋のポーランド侵攻でも、第3軍に組み込まれた第1歩兵師団を率いた。
1940年3月初旬、中将に昇進して第11軍団司令官に就任。西部戦線における戦功から、8月には歩兵大将に昇進し、9月には騎士鉄十字章を受章した。1941年、第11軍団は南方軍集団の一部としてバルカンおよびロシア方面作戦に参加した。1942年夏、一時的に第43軍団司令官を務め、1943年初頭までに待機司令官（Führerreserve）に編入された。
1943年3月、第3軍管区 (ベルリン)司令官に就任した。そのため、コルツフライシュは1944年の7月20日事件にも大きく関わることになる。陰謀団からの圧力に晒されながらも、コルツフライシュはヴァルキューレ作戦に基づく指令を軍管区に伝達することを拒否し続けた。このことが反乱の失敗を決定的なものにした。第3軍管区への警報伝達を担当した陰謀団メンバー、ロベルト・ベルナルディス中佐は後に絞首刑に処された。
なお、陰謀団の主要メンバーであったクラウス・フォン・シュタウフェンベルク大佐とフォン・コルツフライシュは義理の兄弟の関係にあった。フォン・シュタウフェンベルクの従姉妹、オルガ・フォン・ユクスキュル（Olga von Üxküll）が、ザウケン家のフレディ・フォン・ザウケン（Fredy von Saucken）と結婚していたためである。1943年10月28日に挙げられた結婚式には、後に7月20事件に関わる者が複数出席していた。当時撮影された記念写真には、後に陰謀団に加わるクラウス・フォン・シュタウフェンベルク、ベルトルト・フォン・シュタウフェンベルク、ニコラウス・フォン・ユクスキュル＝ギレンバント、ペーター・ヨルク・フォン・ヴァルテンブルク、ツェーザー・フォン・ホーファッカーの5人と共に、フォン・コルツフライシュと彼の妻の姿が確認できる。
1945年3月2日、ヴァルター・モーデル元帥指揮下のB軍集団のライン橋頭堡（Rheinbrückenköpfe）の指揮官となるが、戦況の悪化にともない連合国軍の包囲下に置かれた（ルール・ポケット）。1945年4月20日、一握りの将兵を率いて包囲の突破を試みたものの、シュマレンベルク・ヴルウェソート近くでアメリカ軍の哨戒部隊と遭遇した。フォン・コルツフライシュはアメリカ兵による降伏勧告を拒否しナチ式敬礼をしてみせたため、胸を撃たれ死亡した。
彼は聖ヨハネ騎士団の名誉騎士の称号を持っていた。